# Apache Tomcat
Apache Tomcat je webový server a servlet container. Je vyvíjený jako open source projekt. Je založen na jazyce Java, javových servletech, JSP (Java Server Pages) a EJB (Enterprise JavaBeans).
Je srovnatelný s komerčními produkty z nichž nejznámější jsou WebSphere Application Server od IBM, WebLogic Application Server od Oracle a další. Tyto komerční produkty oproti Tomcatu poskytují zpravidla větší robustnost a lépe propracovanou bezpečnostní stránku. Oproti tomu Tomcat vyniká jednoduchostí, transparentností, menší náročností na výpočetní výkon a podstatně rychleji se v něm vyvíjí. Přesto, že všechny zmiňované (i další nezmiňované) produkty vycházejí ze stejných otevřených specifikací (JSP, EJB), nebývá migrace projektu (programu) mezi těmito produkty zcela „přímočará“. Téměř vždy si vyžádá dodatečné úpravy.